# Zalaegerszeg-Ola megállóhely
Zalaegerszeg-Ola megállóhely egy Zala vármegyei vasúti megállóhely Zalaegerszeg településen, a GYSEV üzemeltetésében.
Ola városrész északkeleti szélén helyezkedik el, közúti elérését a várost kelet-nyugati irányban átszelő 762-es főút felől egy önkormányzati fenntartású út (települési nevén Vágóhíd utca) biztosítja.

## Vasútvonalak
A megállóhelyet az alábbi vasútvonalak érintik:
- Boba–Bajánsenye-vasútvonal

## Kapcsolódó állomások
A megállóhelyhez az alábbi állomások vannak a legközelebb:
- Zalaegerszeg vasútállomás (Boba–Bajánsenye-vasútvonal)
- Andráshida vasútállomás (Boba–Bajánsenye-vasútvonal)

## Forgalom
| Járat        | Útvonal | Gyakoriság |
| ------------ | --- | ---------- |
| személyvonat | Zalaegerszeg – Zalaegerszeg-Ola – Andráshida – Bagod – Zalaszentgyörgy – Zalacséb-Salomvár – Budafa – Zalapatakalja – Zalalövő – Felsőjánosfa – Pankasz – Nagyrákos – Őriszentpéter – Bajánsenye – Hodoš (Őrihodos) | Napi 6 pár |